# Cycle (corail)
Pour les articles homonymes, voir Cycle.

Schéma d'un tentacule de corail

Un cycle est un axe circulaire sur lequel des tentacules sont positionnés au niveau du disque oral. Il peut y en avoir plusieurs par polype.